# Pfarrkirche Oberhofen im Inntal

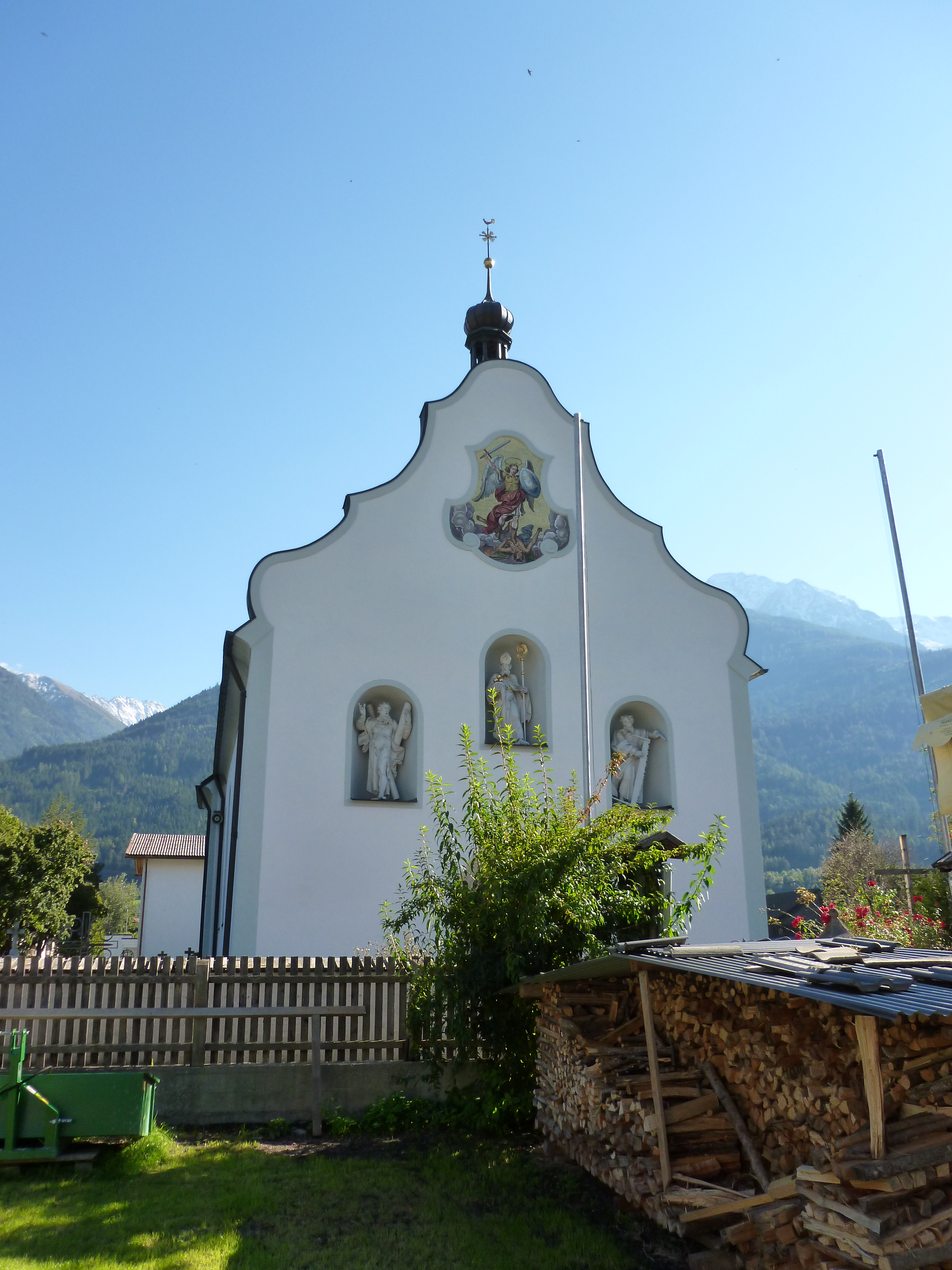
Katholische Pfarrkirche hl. Nikolaus in Oberhofen im Inntal

Die Pfarrkirche Oberhofen steht mittig im Ort in der Gemeinde Oberhofen im Inntal im Bezirk Innsbruck-Land in Bundesland Tirol. Die dem Patrozinium hl. Nikolaus unterstellte römisch-katholische Pfarrkirche gehört zum Dekanat Telfs in der Diözese Innsbruck. Die Kirche und der Friedhof stehen unter Denkmalschutz (Listeneintrag).

## Geschichte

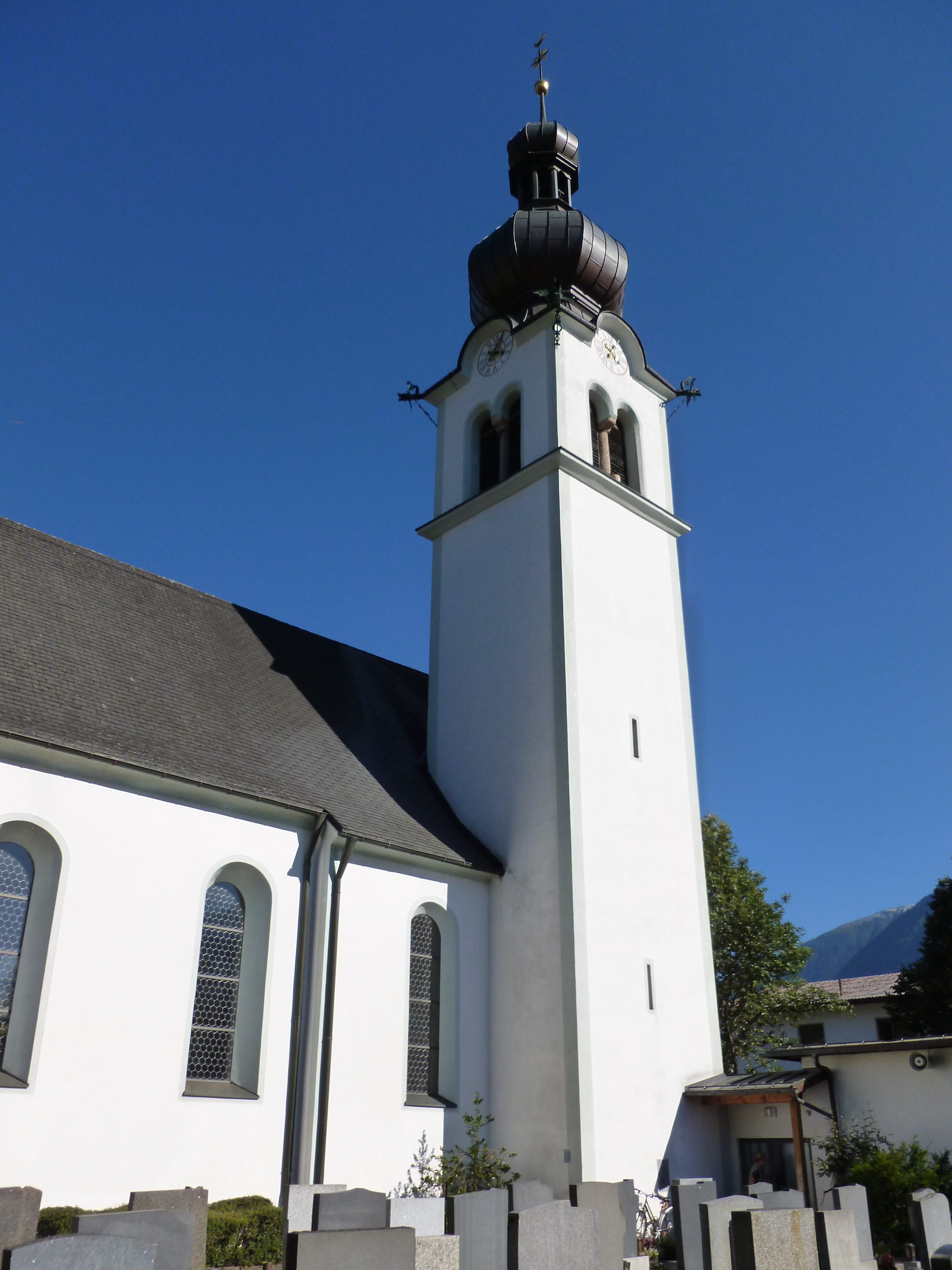
Kirche von Westen

Urkundlich wurde 1177 eine Kapelle genannt. Der Neubau der Kirche erfolgte von 1740 bis 1742 durch den Baumeister Gallus Gratl, die Kirche wurde 1745 geweiht. 1805 wurde die Kirche nordseitig erweitert. 1928 wurde die Kirche restauriert. 1972/1973 wurde die Kirche außen und 1980 innen restauriert.

## Architektur
Der spätbarocke Kirchenbau mit einem Westturm ist von einem Friedhof umgeben.
Das Kirchenäußere zeigt ein schlichtes Langhaus unter einem geschmiegten Satteldach mit einer querschiffartigen Erweiterung vor dem eingezogenen Chor mit einem Dreiseitschluss. Südseitig ist eine Sakristei angebaut. Der Westturm steht am Chor, das mit Gesimsen abgesetzte Glockengeschoß hat rundbogige gekoppelte Schallfenster, er trägt über einem Gesims mit barocken Wasserspeiern eine Zwiebelhaube mit einer zierlichen Laterne. Die Nordfront mit einem geschweiften Blendgiebel beinhaltet ein spätgotisches mehrfach gekehltes Portal, darüber befinden sich drei rundbogige Statuennischen mit den Heiligen Nikolaus, Andreas und Simon aus der Mitte des 18. Jahrhunderts, im Giebel zeigt sich ein Mosaik hl. Michael von Josef Pfefferle 1904.
Südlich am Chor steht ein Kriegerdenkmal, geschaffen von Andreas Einberger um 1923.
Das Kircheninnere zeigt sich ein längeres Orgeljoch mit einer zweigeschoßigen Empore. Das vierjochige Langhaus ist im vierten Joch vor dem Chor querschiffartig erweitert. Der Triumphbogen ist rundbogig. Der zweijochige Chor hat einen Dreiseitschluss. Die Gewölbe mit Stichkappentonnen und Rokoko-Stuck ruhen auf pilastergegliederten Wandpfeilern, die Fenster sind rundbogig. Die Deckenfresken und die seitlichen monochromen Medaillons malte Heinrich Kluibenschedl 1884/1885 zeigen Szenen aus dem Leben des hl. Nikolaus, das Fresko im Chor über der westlichen Tür zeigt eine Kreuzigungsszene.

## Ausstattung
Der Hochaltar aus der zweiten Hälfte des 18. Jahrhunderts wurde aus der Pfarrkirche Schöngrabern hierher übertragen und 1980 aufgestellt.
Die Prozessionsfiguren der Heiligen Notburga und Isidor sowie das Vortragekreuz entstanden um 1800. Die Kreuzwegstationen schuf der Maler Franz Krombach 1884.
Die Orgel baute Josef Behmann 1907.